# Roland G. Fryer, Jr.
Roland Gerhard Fryer Jr. (Daytona Beach, Florida, 4 de junio de 1977) es un economista estadounidense y profesor de la Universidad de Harvard.  Después de una infancia difícil, Fryer obtuvo una beca deportiva para la Universidad de Texas en Arlington, pero una vez allí, optó por concentrarse en lo académico. Graduado cum laude en dos años y medio, pasó a recibir un Ph.D. en economía de la Universidad Estatal de Pensilvania en 2002 y completó un trabajo postdoctoral en la Universidad de Chicago con Gary Becker. Se unió a la facultad de la Universidad de Harvard y rápidamente ascendió en la jerarquía académica; en 2007, a los 30 años, se convirtió en el segundo profesor más joven, y el negro estadounidense más joven, en obtener una titularidad en Harvard. Ha recibido numerosos premios, incluida una beca MacArthur en 2011 y la medalla John Bates Clark en 2015.
Comenzó su carrera de investigación estudiando la imagen social y la segregación, y luego avanzó hacia cuestiones empíricas, en particular las relacionadas con la raza y la etnia. Su trabajo sobre la brecha de rendimiento racial en los EE. UU. le llevó a trabajar como Director de Igualdad de la ciudad de Nueva York durante la alcaldía de Michael Bloomberg, donde Fryer implementó un programa piloto que recompensaba a los estudiantes de bajos ingresos con dinero por obtener puntajes altos en los exámenes. En 2019, publicó un análisis en el que argumentaba que los negros e hispanos estadounidenses no tenían más probabilidades que los estadounidenses blancos de recibir disparos de la policía en una interacción determinada con la policía.
Fryer, quien había sido uno de los profesores mejor pagados de Harvard, fue entonces objeto de una caza de brujas. Como resultado, Harvard suspendió a Fryer sin goce de sueldo durante 2 años, cerró su laboratorio y le prohibió enseñar o supervisar a los estudiantes. En 2021, Harvard permitió que volviera a la docencia y la investigación, aunque se le prohibió supervisar a estudiantes de posgrado durante al menos otros dos años. 
Publicó una autocrítica: "comentarios insensibles e inapropiados que llevaron a mi suspensión", diciendo que "no apreciaba la dinámica de poder inherente en mis interacciones, lo que me llevó a actuar de maneras que ahora me doy cuenta de que eran profundamente inapropiadas para alguien en mi posición."   Se ha publicado un documental sobre la cancelación de Fryer, titulado Harvard Canceled Its Best Black Professor. Why?.

## Carrera académica
Para 2005, era considerado como una de las estrellas académicas entre los negros de los EE. UU. y de Harvard, luego de publicar numerosos artículos relacionados con la economía en revistas académicas destacadas. En 2007, a los 30 años, se convirtió en el segundo profesor más joven y el afroamericano más joven en recibir una titularidad en Harvard ( Noam Elkies tenía 26 años). En 2007, el alcalde de la ciudad de Nueva York, Michael Bloomberg, nombró al profesor Fryer como director de igualdad del Departamento de Educación de la ciudad de Nueva York . El profesor Fryer inspiró y supervisó el proyecto Opportunity NYC, que estudió cómo los estudiantes de las escuelas de bajo rendimiento responden a los incentivos financieros, ofreciendo hasta $500 por "salir bien en las pruebas estandarizadas y presentarse a clase". En 2009, Fryer formó el Laboratorio de Innovación Educativa en la Universidad de Harvard y se desempeñó como su Director hasta su cierre diez años después, en 2019. En 2011, fue nombrado MacArthur Fellow y recibió la Medalla John Bates Clark de 2015. El profesor Fryer analiza su trabajo educativo con Russ Roberts en un podcast de EconTalk del 8 de octubre de 2022 .
Fryer comenzó su carrera de investigación como teórico aplicado, desarrollando modelos de imagen social y medidas de segregación. Posteriormente, su investigación avanzó hacia cuestiones empíricas, especialmente las relacionadas con la raza. En 2016, Fryer publicó un documento de trabajo en el que concluía que, si bien las minorías (afroamericanos e hispanos) tienen más probabilidades de experimentar el uso de la fuerza por parte de la policía que los blancos, no era más probable que la policía les disparara que los blancos en una interacción determinada con la policía. El artículo generó considerable controversia y críticas. Fryer respondió a algunas de estas críticas en una entrevista con The New York Times . En 2019, el artículo de Fryer se publicó en el Journal of Political Economy .  Algunos académicos criticaron el estudio de Fryer, argumentando que un al sesgo de selección; Fryer respondió diciendo que Durlauf y Heckman afirman erróneamente que su muestra está "basada en altos" hechos por la policía. Además, afirma que "la gran mayoría de los datos [...] se obtienen de las llamadas de servicio al 911 en las que un civil solicita la presencia policial".
Fryer es un investigador del National Bureau of Economic Research, y miembro de sus proyectos NBER Economics of Education (EE) y Labor Studies (LS).

### Efecto de los libros
Fryer determinó que la brecha en capacidad de lectura entre niños blancos y negros desaparece si se toma en consideración la cantidad de libros con que sus padres han provisto el hogar; en los hogares de blancos se encontró 93 libros vs. 39 en los otros.

## Premios y honores
En 2008, The Economist incluyó a Fryer como uno de los ocho mejores economistas jóvenes del mundo. En 2011, Fryer recibió una beca MacArthur, comúnmente conocida como "Beca Genius". Recibió la Medalla John Bates Clark de 2015, otorgada por la Asociación Económica Estadounidense a "ese economista estadounidense menor de cuarenta años que se considera que ha realizado la contribución más significativa al pensamiento y el conocimiento económicos".

## Trabajos seleccionados
- Roland G. Fryer Jr.; Steven D. Levitt (May 2004). «Understanding the black-white test score gap in the first two years of school». The Review of Economics and Statistics 86 (2).
- Roland G. Fryer Jr.; Steven D. Levitt (2004). «The Causes and Consequences of Distinctively Black Names». Quarterly Journal of Economics 119 (3): 767-805. doi:10.1162/0033553041502180. Archivado desde el original el 5 de marzo de 2009.
- Roland G. Fryer Jr. (2014). «Injecting Charter School Best Practices Into Traditional Public Schools: Evidence from Field Experiments». Quarterly Journal of Economics 129 (3): 1355-1407. doi:10.1093/qje/qju011.
- Roland G. Fryer Jr. (2019). «An Empirical Analysis of Racial Differences in Police Use of Force». Journal of Political Economy 127 (3): 1210-1261. doi:10.1086/701423.